# ダヴロス
ダヴロス（英: Davros）は、イギリスの長寿SFテレビドラマ『ドクター・フー』の登場人物。脚本家テリー・ネイションが制作し、1975年の『ダレク族の誕生』(Genesis of the Daleks)で初登場を果たした。ダヴロスは主人公ドクターの大敵であり、ドクターの宿敵ダーレクの創造主でもある。ダヴロスは数多くの科学の分野を習得した天才であるが、自らの創造物が最高かつ宇宙の支配者であるという誇大妄想に憑りつかれてもいる。ダヴロスは俳優テリー・モロイなどからアドルフ・ヒトラーと比較されることもあり、ジュリアン・ブリーチはダヴロスをヒトラーとスティーヴン・ホーキングをかけ合わせたものと呼んだ。
ダヴロスは惑星スカロのカレド族であり、サール族との千年に及ぶ過酷な消耗戦に従事していた。彼は著しく負傷して障害を負い、多くのスピンオフ作品ではサール族が研究所を襲撃したためとされている。目を長く開けていられなくなった彼はサイボーグ技術で作り上げた目を本来の目の代用とし、機能する腕も獲得した。さらに彼は生命維持装置としての椅子を開発して自らの下半身とした。この生命維持装置がダーレクの設計のインスピレーションへ繋がった。本来の下半身を失っているため彼は椅子なしでは物理的な移動ができず、さらに数分で死に至ってしまう。ダヴロスの声はダーレクのものと似ており、電子的な歪んだ声をしている。彼の喋り方は優しく瞑想的であるが、激怒した際や興奮した際にはダーレクと同様のヒステリックなけたたましい声を出す。
日本語吹き替えは旧シリーズでは加藤精三、新シリーズでは東和良。

## コンセプト
ダヴロスはテリー・ネイションが執筆した1975年の『ダレク族の誕生』で初登場した。ダーレクのコンセプトを生み出したネイションは、意図的にナチス・ドイツの思想形態に関連するダーレクの特性をモデル化し、ファシズムの傾向が強い科学者としての創造主を考えていた。ダヴロスの肉体的な外見は、ダーレクの下半分に基づいてVFXデザイナーのピーター・デイと彫刻家ジョン・フリードランダーが開発した。プロデューサーのフィリップ・ヒンチクリフは、Dan Dare のコミック Eagle の登場人物メコンに似せるようにフリードランダーへ支持した。
ダヴロス役の俳優はミッチェル・ウィッシャーで、以前に『ドクター・フー』に違う役で出演しており、Frontier in Space や Planet of the Daleks および Death to the Daleks でダーレクの声を提供していた。彼は哲学者バートランド・ラッセルを元にダヴロス役を演じた。重いマスクを被っての撮影に備え、彼は頭に紙袋を被ってリハーサルに臨んだ。フリードランダーのマスクは硬いラテックスで型を取って製作されており、口以外にウィッシャーの特徴は見て取れなかった。特殊メイクアーティストのシルヴィア・ジェームズはマスクのトーンを暗くし、ウィッシャーの唇と歯を黒く塗って境目を隠した。
Destiny of the Daleks ではデイヴィッド・グッダーソンがウィッシャー用のフリードランダー作マスクを使ってダヴロスを演じており、このときマスクは可能な限りフィットするよう切れ込みを入れられている。テリー・モロイが Resurrection of the Daleks でダヴロスを演じた際にはスタン・ミッチェルが新たなマスクをデザインした。

## キャラクターの歴史

### 4代目ドクターとの遭遇
『ダレク族の誕生』で4代目ドクターがダーレクの創造を回避すべくコンパニオンとともに惑星スカロへ派遣されたとき、彼とダヴロスが劇中で初めて遭遇した。彼はカレド族の科学者チーフおよびエリート科学部門の指導者として、スカロを占拠するサール族との千年戦争に勝つため新たな軍事戦略を開発しようと試行錯誤した。カレド族が戦争で使われている核兵器と生物兵器により進化しつつあることを悟ったダヴロスは、人工的にその過程を加速させた。彼は自らの移動装置を元に設計された戦車状のマークIII移動装置に、生み出した触手生物を保管した。彼は後にこの生物をカレド族のアナグラムから「ダーレク」と命名した。
ダヴロスは自身の創造物に心を奪われ、彼らを他の生命と比較して究極の生命形態と考えた。カレド族が彼の計画を脅かそうとした際、ダヴロスはサール族を誘導してカレド族を絶滅させ、後にサール族もダーレクの手で大半を抹殺した。さらにダヴロスは自身に忠実であったエリート科学部門の人員を排除し、残りをダーレクに抹殺させた。しかし、最終的にダーレクはダヴロスに牙を剥き、ダーレクの生産ラインを止めようとした彼の信奉者を抹殺した。
Destiny of the Daleks では、ダヴロスは死亡していないが地下に埋まってコールドスリープしていたことが明かされた。アンドロイドのモヴェランとの戦争に行き詰っていたダーレクはダヴロスを掘り起こして現状の打破を計画した。しかしダーレク艦隊は地球へ到達する前にドクターに壊滅させられ、ダヴロスは人間に捕まって投獄、コールドスリープさせられた。

### ダーレクの内戦
5代目ドクターの物語 Resurrection of the Daleks で、人間の傭兵とダーレクの複製体に助力を受けたダーレクの小隊により、ダヴロスは宇宙ステーションの監獄から解放された。ダーレクはモヴェランが開発したウイルスに対する特効薬の開発をダヴロスに要求したが、ダーレクを裏切者だと考えたダヴロスは最終的にウイルスを解放し、ダーレクに抹殺される前に彼らをウイルスで皆殺しにした。彼はダーレクを改良した新たな種族を生み出そうと画策したが、彼自身脱出を果たす前にウイルスに屈したらしく、ウイルスの影響を受けたことから彼の生理学的特徴がダーレクのものに近いことが窺えた。
6代目ドクターの物語 Revelation of the Daleks では、ダヴロスは惑星ネクロスの極低温保存および埋葬施設トランキル・リポーズに重病患者として隠れていた。ここでダブロスは自らの頭部のクローンを作って囮とし、その間に自らの肉体を改造して電撃の発射と浮遊を可能にした。さらに彼は冷凍された肉体を使って自らに忠誠を誓う白いダーレクを開発したが、オリジナルのダーレクに囚われてスカロへ拉致され、戦闘に突入した。
ダヴロスは皇帝ダーレクとして Remembrance of the Daleks に登場し、インペリアルダーレクと呼ばれるスカロを占拠した白と金色のダーレクを統率し、灰色のレネゲードダーレクと戦った。この時までにダヴロスはカスタマイズされたダーレク仕様の外殻に移っており、登場は最後のエピソードで皇帝の正体として明かされたのみであった。7代目ドクターはタイムロードの技術「オメガの手」を使ってスカロの恒星を超新星へ変え、インペリアルダーレクの母船とスカロを消滅させたが、皇帝の脱出ポッドが船の崩壊の寸前に白い閃光とともに飛び出したことをダヴロスの船のブリッジにいたダーレクが報告しており、ダヴロス再登場のための布石が残された。

### タイム・ウォーとリアリティ・ボム

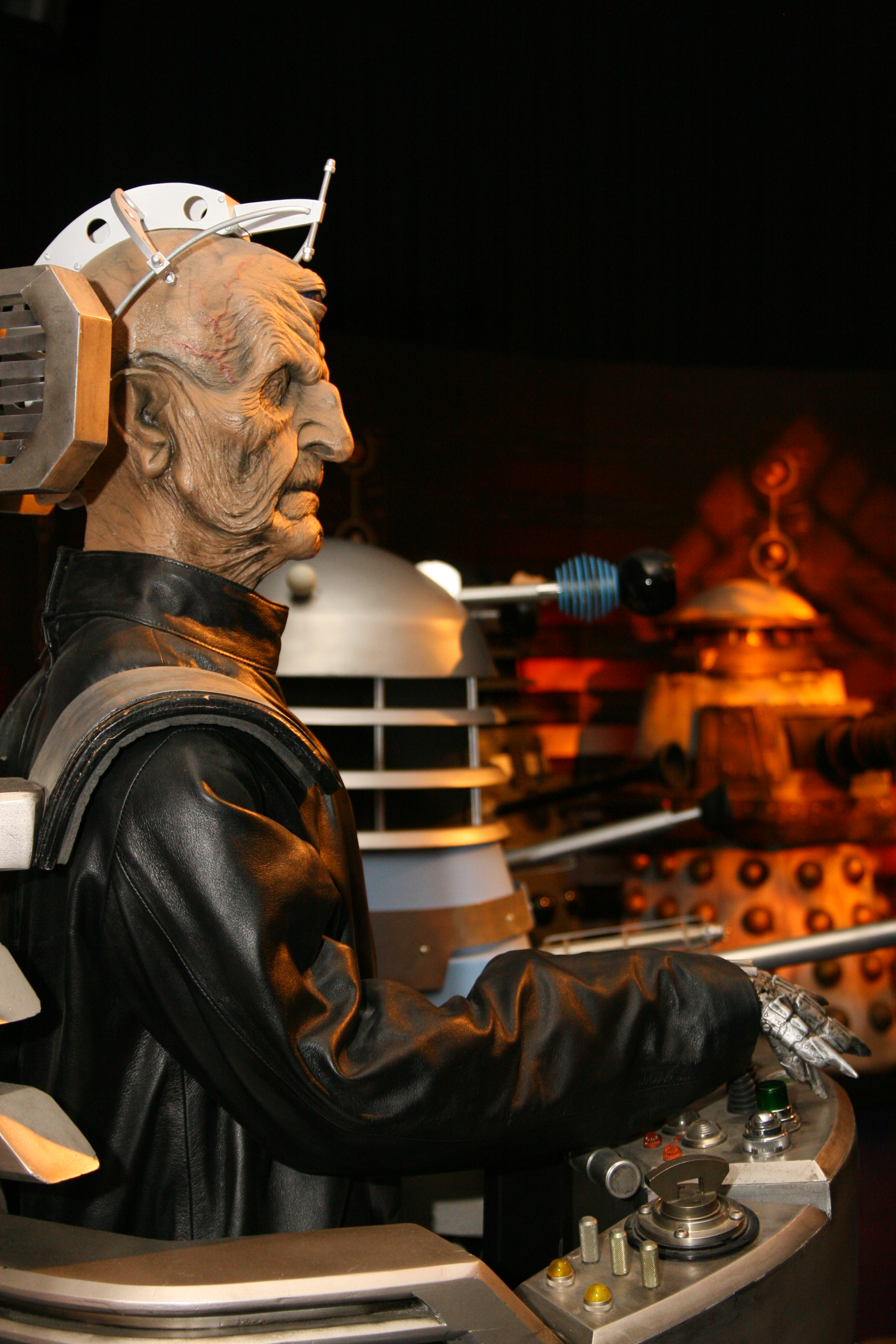
新シリーズのダヴロス

新シリーズでは『ダーレク孤独な魂』(2005) でダヴロスが言及されており、9代目ドクターが「一人の大天才だ。おたく（ヴァン・スタテン）みたいに自分だけの世界が大好きな。」と説明している。『ダーレクの進化』(2007) で10代目ドクターもまたダーレクの創造主について「感情が内包が強くなるとお前（ダーレク・セク）の創造主は考えた」と述べている。公式にダヴロスが新シリーズに登場したのは『盗まれた地球』(2008) であり、ジュリアン・ブリーチが演じた。このエピソードにて、ダヴロスはタイム・ウォーの1年目にドクターの助けも間に合わず司令船が悪夢の子に飲み込まれて死亡したと思われていたことが明かされた。しかしダヴロスはダーレク・カーンによりタイム・ロックの外側へ救出され、自分の肉体を使ってダーレクの新たな帝国を建国した。ダヴロスは知識を要求されて囚人としてヴォールトに置かれたが、彼の指示でダーレク艦隊は地球を含めて27個の惑星を盗んで宇宙から隔絶された空間メデューサ・カスケードへ隠した。
続く『旅の終わり』(2008) でその目的がダヴロスの究極の勝利を求めたものであることが明かされた。27個の惑星を動力源としてリアリティ・ボムを起動し、電界に束縛された全ての原子に電気エネルギーを与えて電界を相殺し構造を破壊して、ダーレク族を除く宇宙の全生命と現実そのものを破壊しようとした。しかし後にダヴロスは預言者として信頼していたダーレク・カーンがダーレク族を滅亡へ追いやるために彼を利用していたことを知り、10代目ドクターとドナ・ノーブルに敗北した。ドクターは彼を救おうとしたが、ドクターの周囲にいる人間が旅の間に起こる無数の死を介して武器や殺人鬼に変貌したとダヴロスは主張し、ドクターの助けを拒んで「決して忘れんぞ、この仕打ちをな！永遠に呪ってやる！お前こそ世界の破壊者だ！」と叫びながら炎の中に消えていった。

### 12代目ドクターの記憶

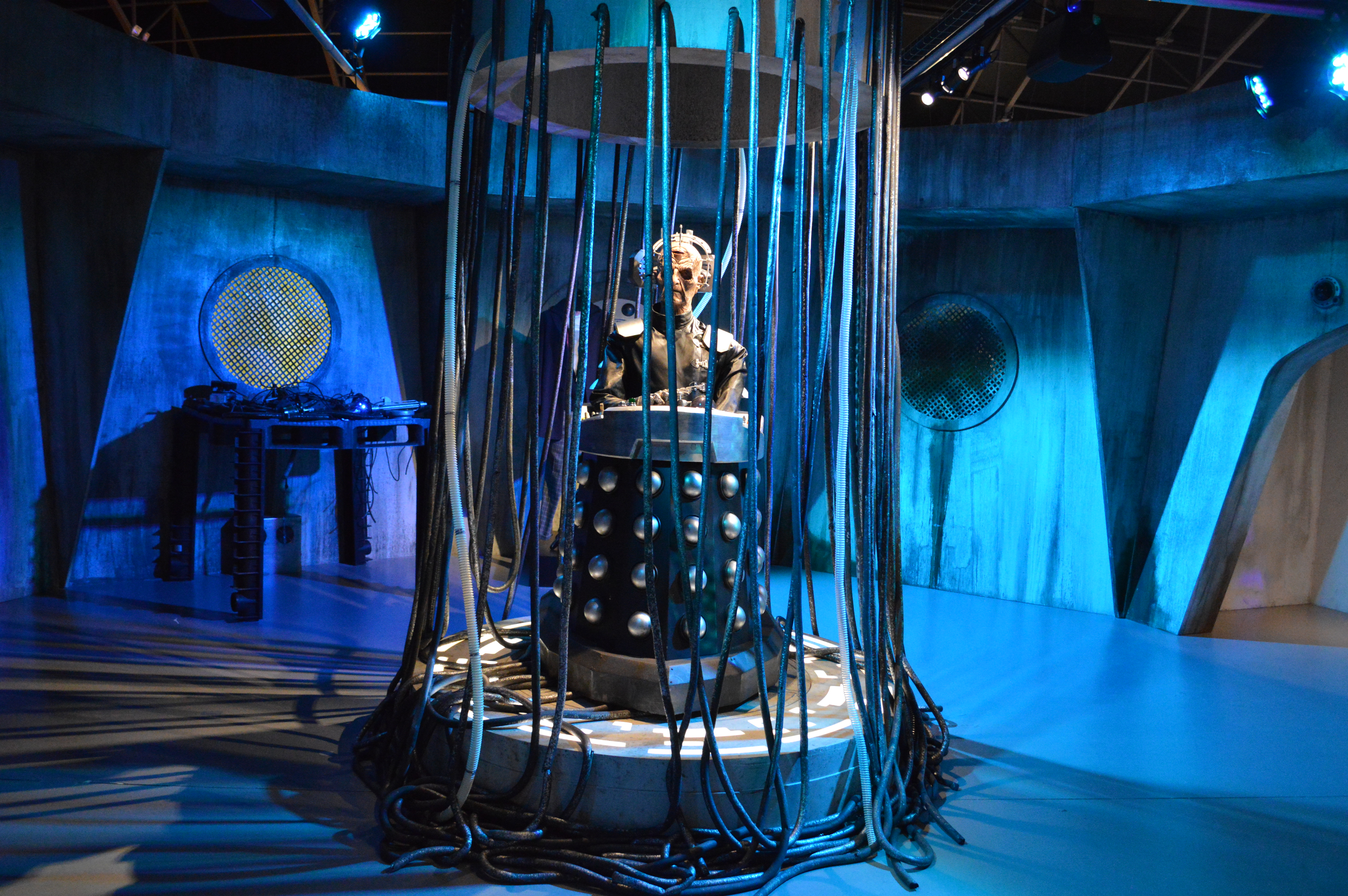
ダヴロスの部屋

ダヴロスはシリーズ9『魔術師の弟子』と『魔法使いの友』(2015) で再登場し、崩壊から逃れてスカロを復元し、ダーレク族から延命治療を受けていた。しかし健康状態が悪化した際に彼は少年時代を想起し、『ダレク族の誕生』に先立つカレド族の千年戦争のさなかに12代目ドクターと会っていたことを思い出した。幼少期のダヴロスが戦場で迷子になって無数の手地雷に包囲されていたところ、12代目ドクターはソニック・スクリュードライバーを投げて彼を助けようとしていたが、ドクターはその際に少年の名前を知り、見捨てて運命に任せていたのである。ダヴロスはドクターへの最期の復讐を追い求め、ドクターをスカロへ連れて来るようコロニー・サーフに命令を下した。ドクターのコンパニオンであるクララ・オズワルドがダーレクに消された際、ダヴロスはドクターを罠に嵌めて再生エネルギーを放出させて自己を治癒して寿命を引き延ばした。しかしこの時に下水道で腐敗していたダーレクの残骸にも再生エネルギーが流れ、都市全体を揺るがす反乱が発生した。ダヴロスの部屋から脱出を果たしたドクターは中にクララが閉じ込められたダーレクと遭遇し、クララの発した言葉をダーレクの外殻が「慈悲」という語に変換したため、ダーレクが慈悲の概念を持つことに気付いた。クララと共に都市を脱出したドクターはダヴロスが何故ダーレクに慈悲の概念を持たせたかをひらめき、ダヴロスの少年時代に戻ってダーレクの銃を使って手地雷を破壊し、ダヴロスに慈悲の心を教えた。これにより、ダヴロスがダーレクを設計した際に慈悲の概念が盛り込まれることとなった。

## 登場一覧
- 『ダレク族の誕生』(1975)
- Destiny of the Daleks (1979)
- Resurrection of the Daleks (1984)
- Revelation of the Daleks (1985)
- Remembrance of the Daleks (1988)
- 『盗まれた地球』/『旅の終わり』(2008)
- 『魔術師の弟子』/『魔法使いの友』(2015)

## 他のメディアでの登場一覧

### コミック
- Nemesis of the Daleks, Doctor Who Magazine
- Emperor of the Daleks, Doctor Who Magazine
- Up Above the Gods, Doctor Who Magazine

### オーディオ
- Davros
- The Juggernauts
- Terror Firma
- I, Davros: Innocence
- I, Davros: Purity
- I, Davros: Corruption
- I, Davros: Guilt
- The Davros Mission
- Masters of War（Doctor Who Unbound シリーズ。正史でない）
- The Curse of Davros
- Daleks Among Us

### ショートフィクション
- An Incident Concerning the Continual Bombardment of the Phobos Colony、ポール・コーネル作、Doctor Who Magazine No. 168

### 小説
- War of the Daleks、ジョン・ピール著 (Eighth Doctor Adventures)

### ビデオゲーム
- Dalek Attack
- Lego Dimensions

### 演劇
- The Trial of Davros（1993年11月14日、2005年7月16日）
- Doctor Who Prom（2008年7月27日）[22][23]

## 他のメディア
2007年11月26日、クラシックシリーズのダヴロスのストーリーを全て収録したDVDボックスセットがリリースされた。収録されているのは 『ダレク族の誕生』(Genesis of the Daleks)、Destiny of the Daleks、Resurrection of the Daleks、Revelation of the Daleks、Remembrance of the Daleksの計5エピソード。